# Nubiertrappe
Die Nubiertrappe (Neotis nuba) ist eine Vogelart aus der Familie der Trappen, die von Mauretanien bis Sudan in der afrikanischen Sahelzone vorkommt.

## Merkmale
Männchen werden etwa 70 Zentimeter lang und 5,4 kg schwer, Weibchen sind mit einer Länge von ca. 50 Zentimetern deutlich kleiner. Der Rücken und die Oberseite des Schwanzes sind hell gelbbraun und leicht schwarz gesprenkelt. Die Oberseite des Kopfes ist hell gelbbraun und schwarz umrandet. Ansonsten ist der Kopf weißlich, die Kehle ist schwarz. Der ist Hals hellgrau. Der obere Brustbereich und der Nacken sind gelbbraun. Brust und Bauch sind weiß. Beine und Schnabel sind hellgelb. Jungvögel ähneln den ausgewachsenen Vögeln, aber die bei diesen schwarzen Bereiche am Kopf sind eher bräunlich. Bei den Weibchen sind die schwarzen Bereiche am Kopf weniger ausgedehnt als bei den Männchen.

## Lebensraum und Lebensweise
Die Nubiertrappe lebt in trockenen und halbtrockenen Buschlandschaften in der afrikanischen Sahelzone am Südrand der Sahara. Sie dringt im Norden weiter in die Wüste vor als alle anderen Trappenarten. Die Vögel sind teilweise Standvögel und zum Teil auch Zugvögel. In Mauretanien ziehen sie während der winterlichen Trockenzeit in südlichere Regionen und zur Regenzeit kehren sie in den Norden zurück. Nubiertrappen ernähren sich von wirbellosen Tieren (Heuschrecken, Käfer, Hautflügler) sowie von Blättern, Samen und Beeren. Sie brüten von Juli bis Oktober. Das Nest wird auf dem Sandboden errichtet, manchmal getarnt zwischen Pflanzen oder abgestorbenen Ästen. Das Gelege besteht in der Regel aus zwei Eiern. Die Küken haben ein braun-schwarz gestreiftes Dunengefieder.

## Systematik

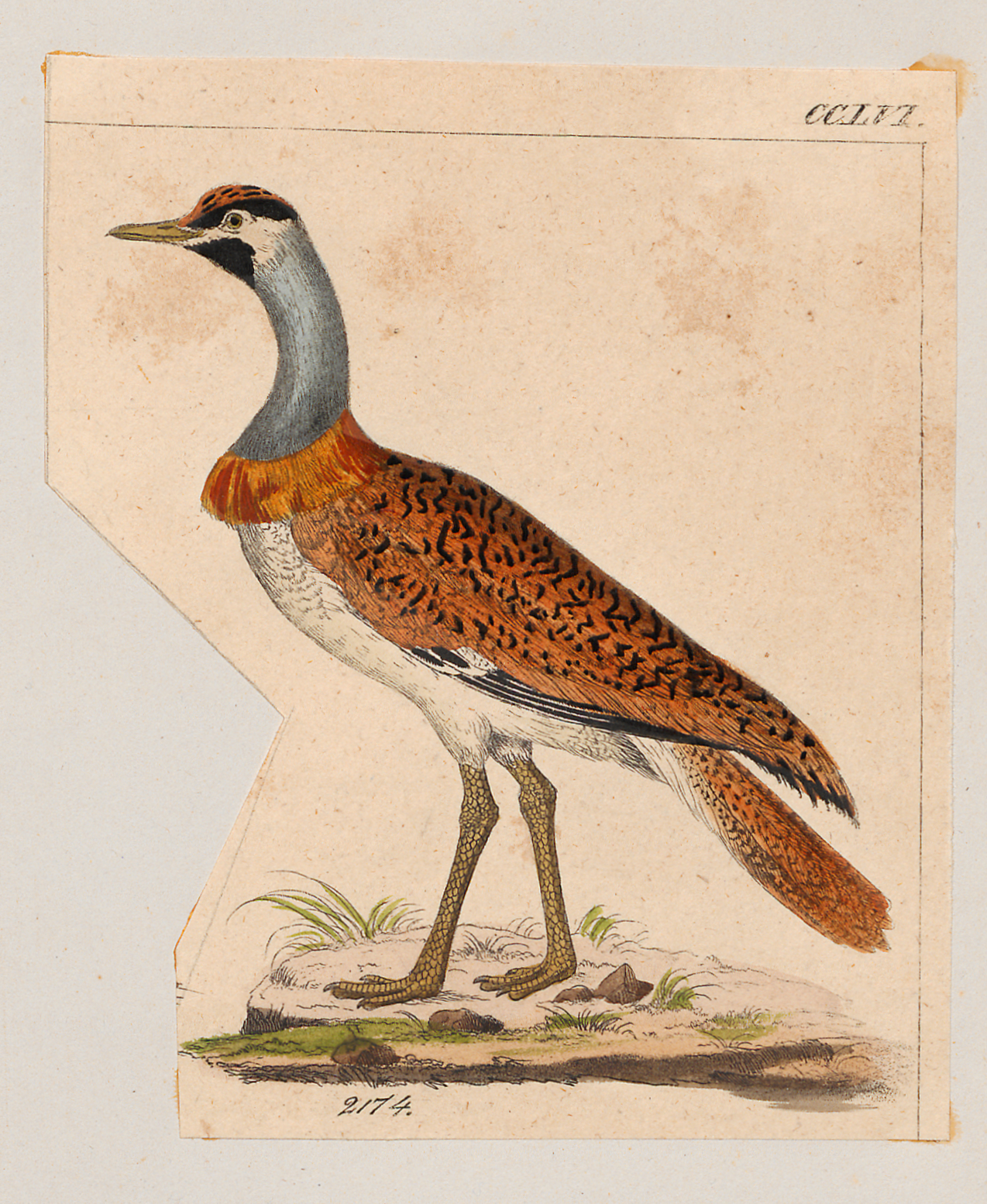
Abbildung aus der Erstbeschreibung

Die Nubiertrappe wurde 1826 durch den deutschen Zoologen Philipp Jakob Cretzschmar unter der Bezeichnung Otis nuba erstmals wissenschaftlich beschrieben. Heute wird sie in die Gattung Neotis gestellt, die 1893 durch den englischen Zoologen Richard Bowdler Sharpe aufgestellt wurde. Sie steht allerdings basal zu einer von den drei übrigen Neotis-Arten und der Gattung Ardeotis gebildeten Klade. Die Ornithologen Nigel Collar und Guy M. Kirwan schlugen deshalb im Juli 2023 für die Nubiertrappe die Einführung einer eigenständigen monotypischen Gattung Nubotis vor, was sich bisher aber nicht durchgesetzt hat.
Einige Wissenschaftler trennten eine Unterart Neotis nuba agaze ab, die von Mauretanien bis Tschad vorkommen und etwas kleiner und heller sein soll. Es sind jedoch weitere Untersuchungen vonnöten, ob die Unterschiede nicht klinal oder individuell sind.

## Gefährdung
Die IUCN beurteilt den Bestand der Nubiertrappe als potenziell gefährdet. Sie wird intensiv bejagt, so dass in Kombination mit anderen Faktoren ein schneller Bestandsrückgang zu erwarten ist.